# Luxemburgisches Luftfahrtmuseum

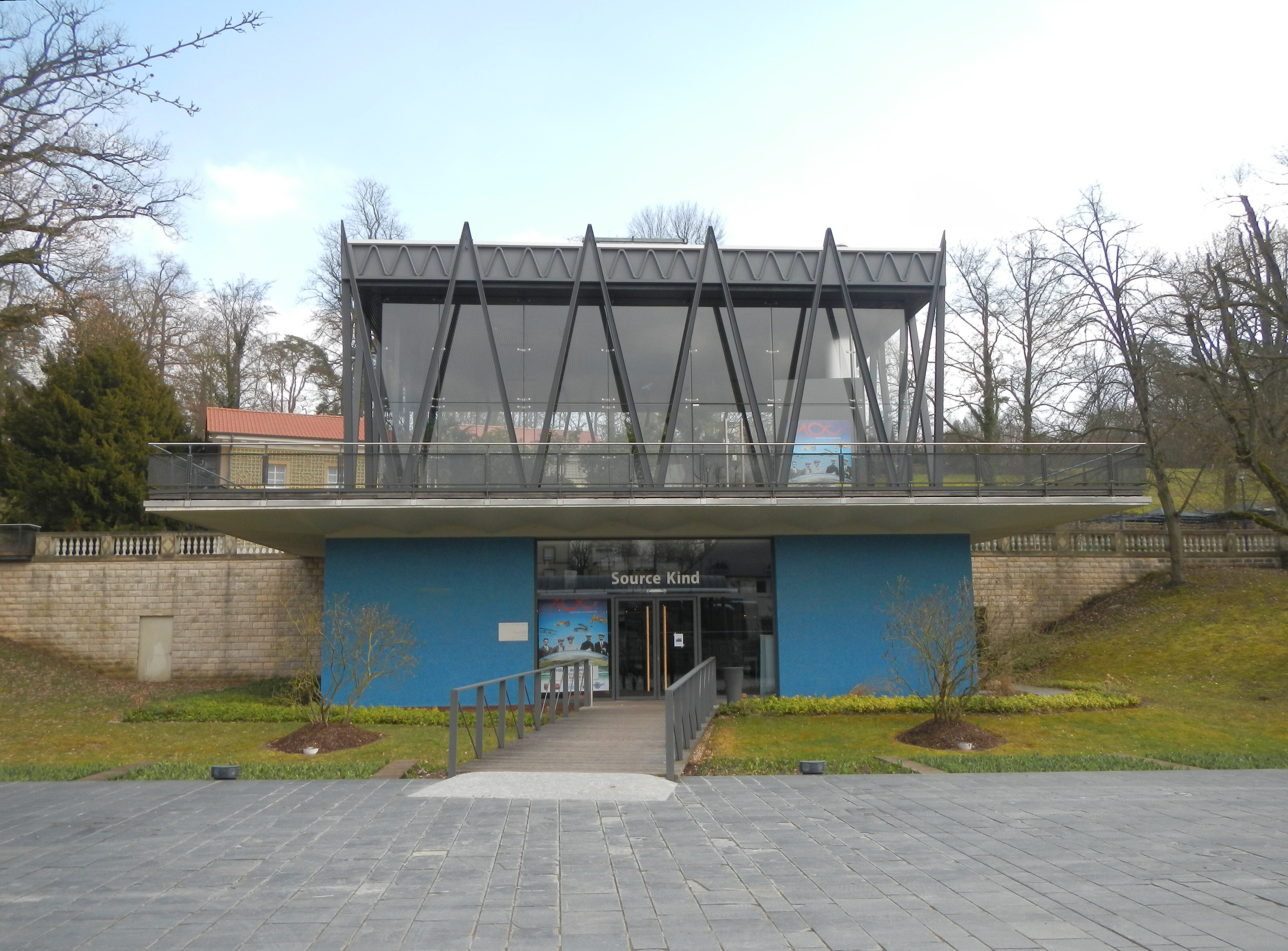
Pavillon mit dem Museum im Park des Thermalbads in Bad Mondorf

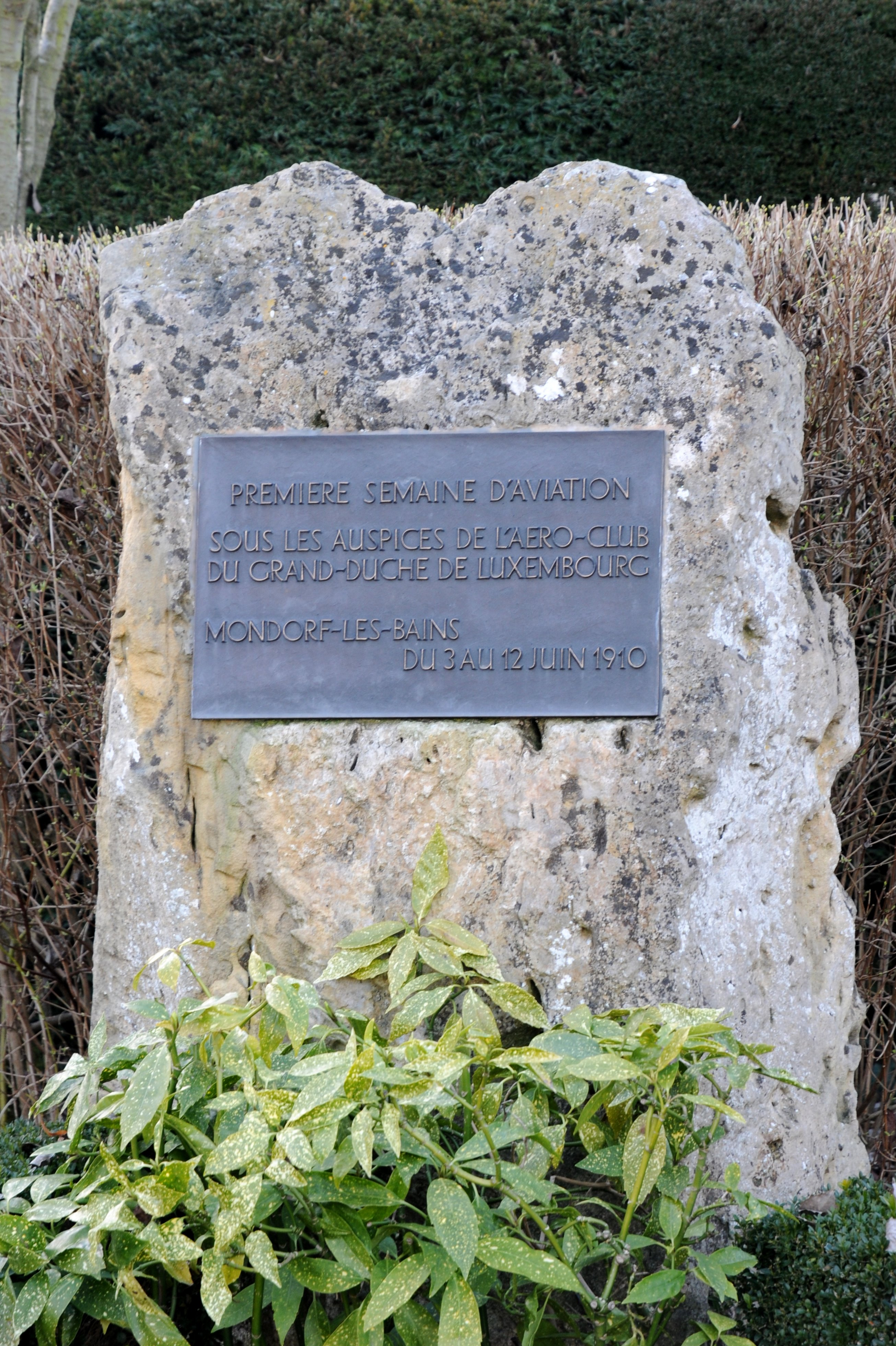
Gedenkstein mit Erinnerungstafel an der Avenue des Bains (Bad Mondorf) zum Fliegertreffen in Bad Mondorf vom 3. bis 12. Juni 1910

Das Luxemburgische Luftfahrtmuseum (lux.: Lëtzebuerger Fligereimusée, frz.: Musée de l’Aviation Luxembourgeoise) ist das erste Museum, das sich mit der Geschichte der Luftfahrt in Luxemburg beschäftigt, wobei der Schwerpunkt auf dem internationalen Treffen 1910 in Bad Mondorf (luxemburgisch Munneref, französisch Mondorf-les-Bains, Kanton Remich) in Luxemburg liegt, das vom Industriellen Charles Bettendorf organisiert wurde. Das Museum wurde am 15. Juni 2012 im Pavillon im Thermalbad inmitten der grünen Parkanlagen von Bad Mondorf eröffnet. Eine Besonderheit des Museums ist das flächendeckende Inventar der nationalen Luftfahrtgeschichte. Dieses wird von den Betreibern immer weiter ausgebaut. Das Luxemburgische Luftfahrtmuseum bietet geführte Besichtigungen auf Anfrage an und der Eintritt ist kostenlos. Das Museum wird vom gemeinnützigen Verein Association luxembourgeoise pour le maintien du patrimoine aéronautique a.s.b.l.  (ALMPA) betreut.
Das Museum wurde von der Thermalstadt gewürdigt, da dieses Schauplatz des ersten Luxemburgischen Fluges im luxemburgischen Luftraum wurde. Dieser fand im April 1910 statt. Die Besonderheit des Museums ist die "Klemm", ein Eindecker aus dem Jahr 1934. Dieses hat rote Flügel und ist ebenfalls im Luxemburgischen Luftfahrtmuseum zu besichtigen.
Das Luxemburgische Luftfahrtmuseum bietet eine Ausstellung der Luftfahrtpioniere und der Luftfahrttechnik des 20. Jahrhunderts. Dazu gehört eine chronologische Einführung zu den verschiedenen Disziplinen der Luftfahrt. Diese beinhalten Motorfliegen, Segelfliegen und Fallschirmspringen. Des Weiteren werden Luftfahrzeuge ausgestellt, unter anderem das älteste Holzflugzeug, das bereits 1946 in Luxemburg flog. Im Luxemburgischen Luftfahrtmuseum ist außerdem ein Ultraleichtflugzeug und der allererste Heißluftballon ausgestellt. Zudem gibt es eine Wetterstation, die im Einsatz ist. Diese kann von Besuchern spielerisch entdeckt werden. Außerdem bietet das Museum auch einen Film zu den Abenteuern der "Klemm" an und Besucher können sich mittels Bandaufzeichnungen eines Gesprächs zwischen Pilot und Tower näher über die Luftfahrt informieren.